# Illinois (rijeka)
Illinois je rijeka u SAD-u, lijeva pritoka rijeke Mississippi. Rijeka Illinois duga je 439 km, nastaje spajanjem rijeka Kankakee i Des Plaines u blizini grada Joliet u državi Illinois, a u Mississippi se ulijeva u blizini grada Graftona, 40ak km sjeverozapadno od središta St. Louis i 32 km uzvodnije od mjesta gdje se Missouri ulijeva u Mississippi.